# Žena oděná sluncem

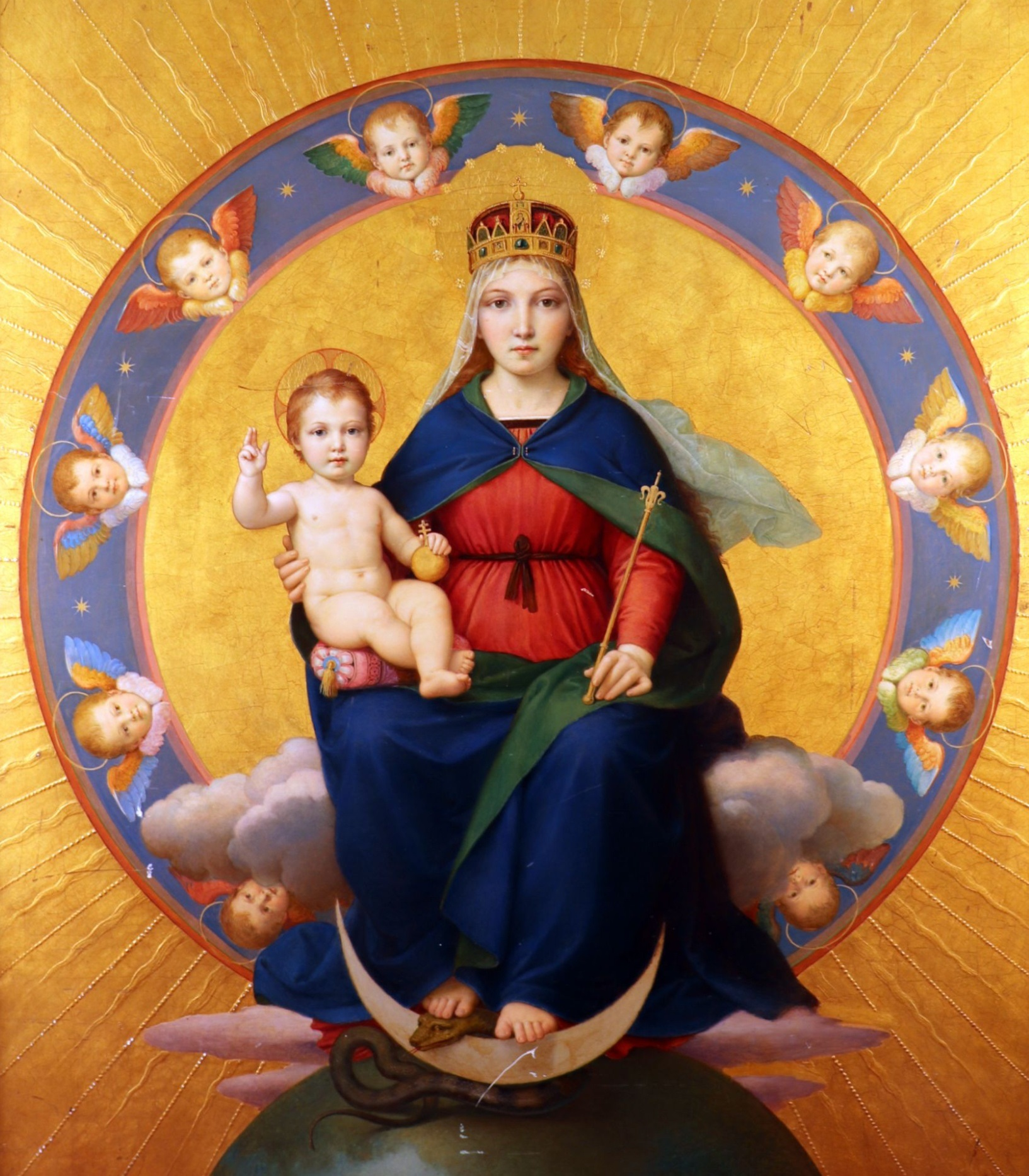
Žena oděná sluncem a svatou korunou Maďarska – obraz maďarského malíře Szoldatits Ferenc.

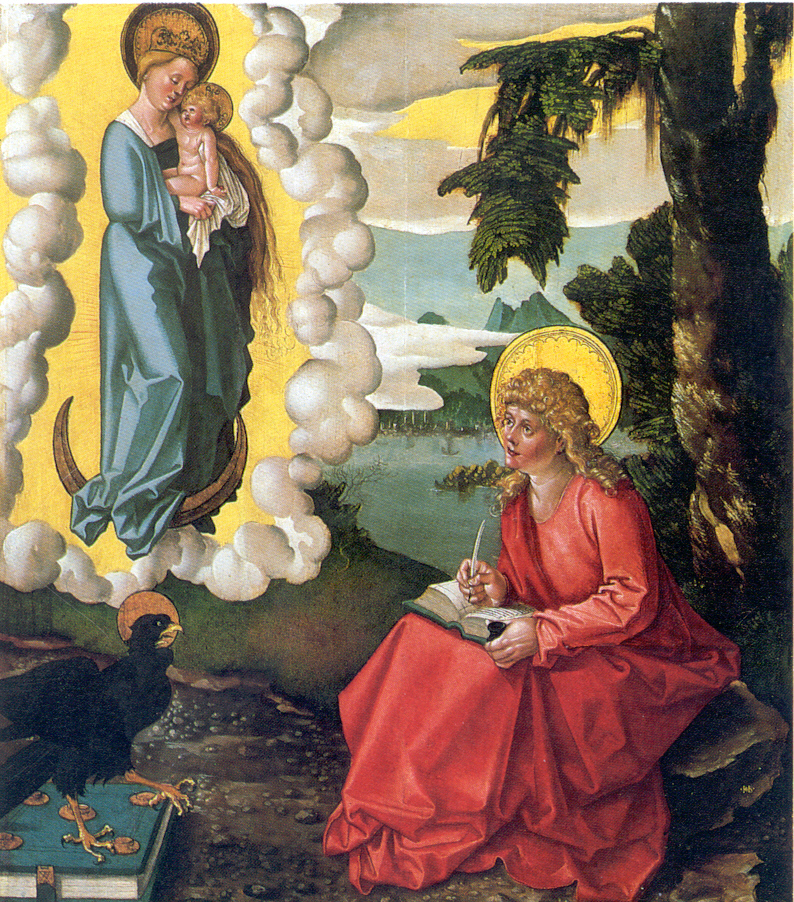
Jan Evangelista na Patmu, obraz Hanse Baldunga, který zachytil Jana, když spatřil ženu oděnou sluncem

Žena oděná sluncem (starořecky γυνὴ περιβεβλημένη τὸν ἥλιον, latinsky Mulier amicta sole), také apokalyptická žena, je ústřední postava výjevu Zjevení sv. Jana (Apokalypsy), kapitoly 12.
| „                      | A ukázalo se veliké znamení na nebi: Žena oděná sluncem, s měsícem pod nohama a s korunou dvanácti hvězd kolem hlavy. | “ |
| — Zj 12, 1 (Kral, ČEP) | |   |

Autor Zjevení, za kterého je tradičně považován Jan Evangelista, popsal zvláštní znamení na nebi, těhotnou rodící ženu, kterou ohrožoval rudý drak, který chtěl pohltit ženino dítě. Po porodu bylo dítě vzato do nebe a žena odešla na poušť. Potom proběhla válka v nebi, v které byl drak poražen.
Žena ze Zjevení je nejčastěji identifikována s Pannou Marií, byť existují i jiné výklady. Popis ženy oděné sluncem v prvních verších dvanácté kapitoly měly pro mariánskou ikonografii důležitou roli. Zde se zmiňuje koruna s dvanácti hvězdami, odění sluncem se často realizovalo jako mandorla za celou postavou a podle Jana měla apokalyptická žena stát na měsíci (Maria stojící na srpku měsíce).
V období protireformace v první polovině 17. století se apokalyptická žena stala vzorem pro immaculatu, zobrazení Panny Marie počaté bez neposkvrnění prvotním hříchem. Tento ikonografický typ byl hojně rozšířen v barokním malířství i sochařství.

## V českých zemích
Motiv apokalyptické ženy se ve středověku objevuje na ilustraci ve Velislavově bibli, na malbách v kostele Nanebevzetí Panny Marie na Karlštejně, v ambitu emauzského kláštera nebo v kostele sv. Jakuba v Libiši.